# Präsidentschaftswahl im Iran 2021
Die Präsidentschaftswahl im Iran 2021 fand am 18. Juni statt. Gewählt wurde mit Ebrahim Raissi ein Nachfolger für Staatspräsident Hassan Rohani, der nach zwei Amtszeiten nicht erneut kandidieren durfte. Die Wahlbeteiligung war mit 48,8 % nach offiziellen Angaben so niedrig wie noch nie bei einer Präsidentschaftswahl im Iran (an der vorangegangenen Wahl 2017 hatten sich mehr als 70 % beteiligt). Iranische Oppositionelle und westliche Beobachter führten dies auf die eingeschränkte Kandidatenauswahl zurück, was zu verbreitetem Wahlboykott bzw. Wahlmüdigkeit geführt habe. Die jetzige Wahl sei buchstäblich auf Raissi, den Wunschkandidaten der radikalislamischen Ayatollahs im Wächterrat und des geistlichen Führers Ali Chamenei, zugeschnitten gewesen.

## Kandidaten
Für die Wahl hatten sich zunächst 592 Personen, darunter 40 Frauen beworben. Am 25. Mai wurde bekanntgegeben, dass der Wächterrat davon nur sieben, überwiegend ultrakonservative Kandidaturen zugelassen habe, nämlich:
- Said Dschalili, Vorsitzender des Sicherheitsrats des Iran
- Amirhossein Ghasisadeh-Haschemi, Angehöriger der Partei Front der Stabilität der Islamischen Revolution
- Abdolnaser Hemmati, Präsident der Zentralbank und Angehöriger der Partei Kargozaran
- Mohsen Mehralisadeh, früherer Gouverneur  der Provinz Isfahan und Vizepräsident des Iran
- Ebrahim Raissi, Justizchef und Angehöriger der Partei Vereinigung der kämpfenden Geistlichkeit
- Mohsen Rezai, Angehöriger der Partei Widerstandsfront des islamischen Iran
- Aliresa Sakani, früherer Abgeordneter im Parlament

Unter den abgelehnten Kandidaten waren auch Ex-Parlamentspräsident Ali Laridschani, Vizepräsident Eshagh Dschahangiri sowie der frühere Staatspräsident Mahmud Ahmadineschad. Als Favorit galt von Anfang an Ebrahim Raissi als Vertreter des ultrakonservativen Lagers. Bereits im Vorfeld wurde erwartet, dass sich einige der Zugelassenen noch vor der Wahl zu Raissis Gunsten zurückziehen würden. Wenige Tage vor der Wahl gaben zunächst die zugelassenen Mehralisadeh und Sakani und danach auch Dschalili ihren Verzicht bekannt. Der als gemäßigt geltende frühere Gouverneur der Provinz Isfahan, Mehralisadeh, war mit ungefähr ein Prozent Zustimmung nach Angaben des iranischen Umfrageinstituts Ispa der Kandidat mit den schlechtesten Aussichten gewesen. Aliresa Sakani und Said Dschalili waren Kandidaten des konservativen Lagers. Damit standen bei der Wahl vier Kandidaten zur Auswahl, davon drei Konservative und ein „Gemäßigter“ (Abdolnaser Hemmati).

Zunächst zugelassene und später zurückgetretene Kandidaten
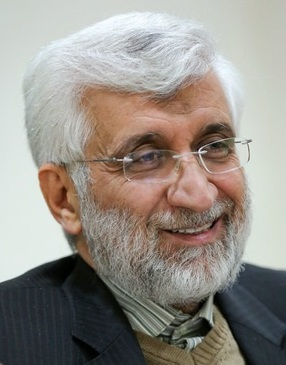
Said Dschalili
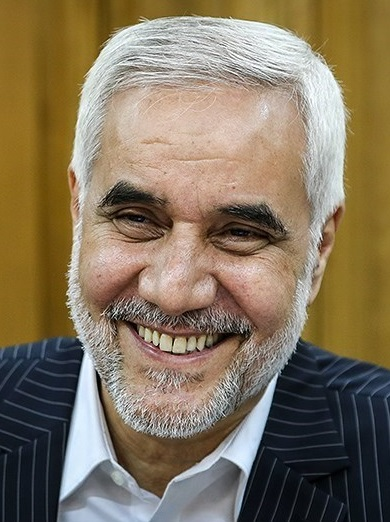
Mohsen Mehralisadeh
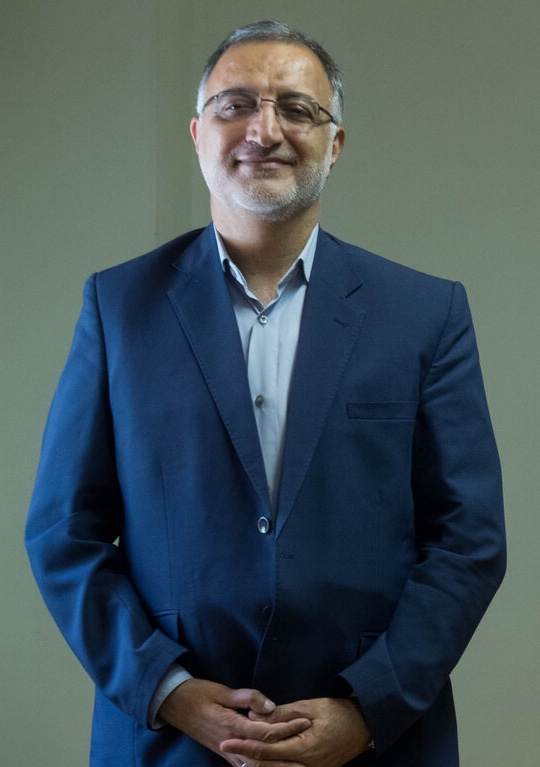
Aliresa Sakani

Die vier verbliebenen Kandidaten
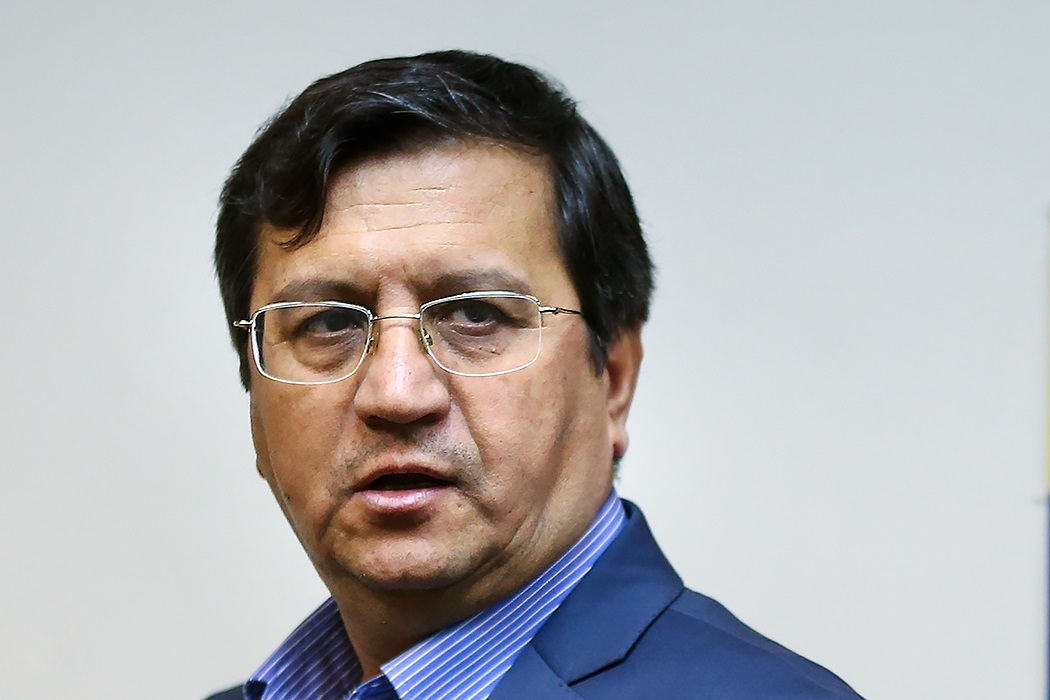
Abdolnaser Hemmati
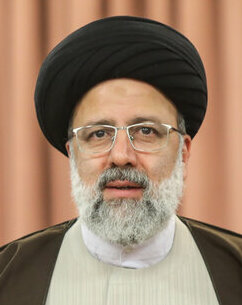
Ebrahim Raisi
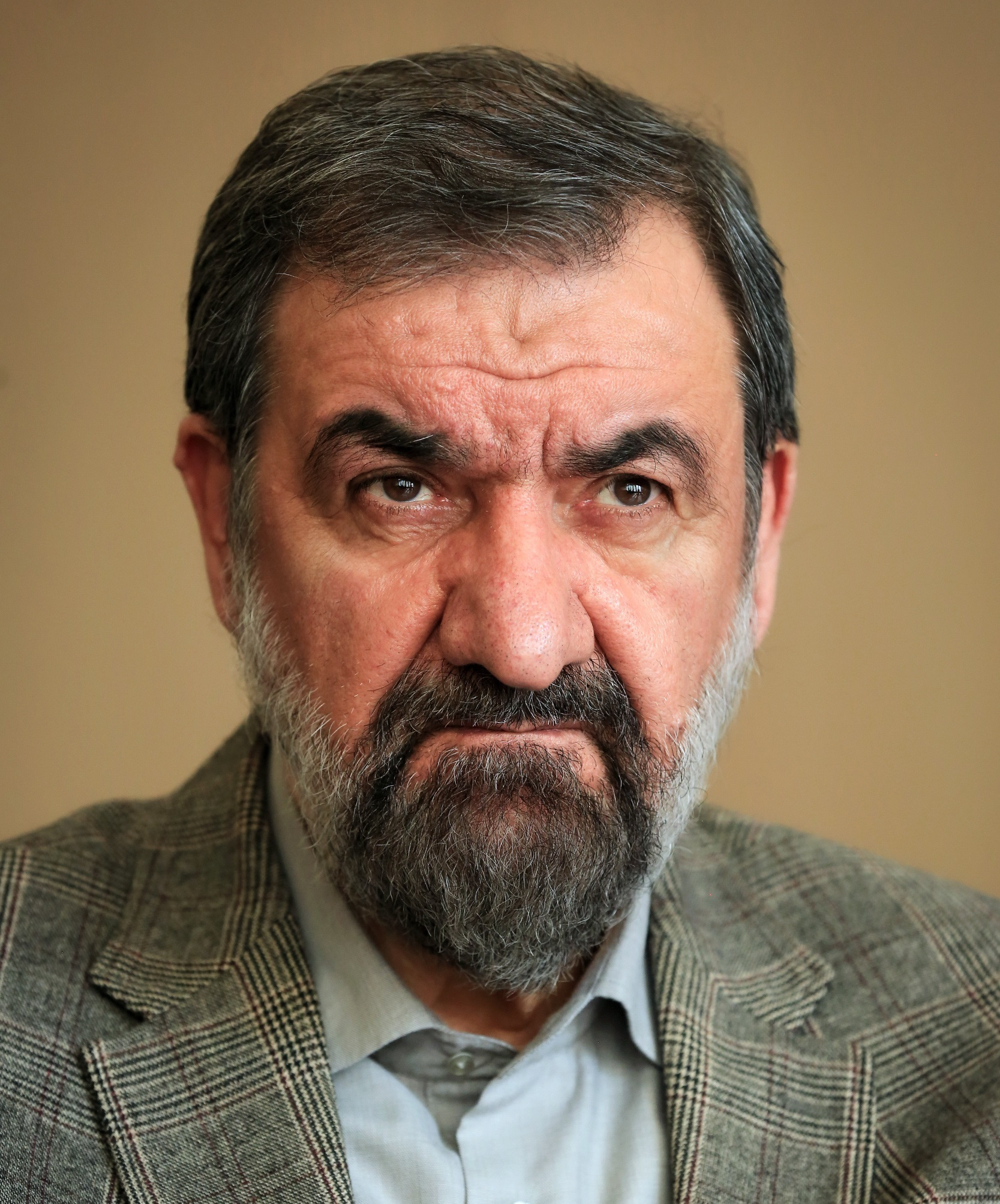
Mohsen Rezai
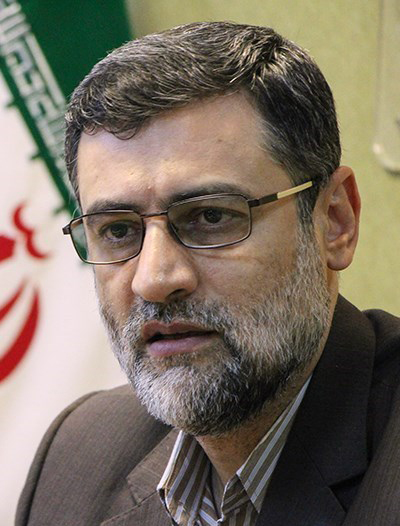
Amir-Hossein Ghazizadeh Hashemi

## Wahl
Die wahlberechtigten Iraner konnten am 18. Juni landesweit sowie in 234 Wahllokalen im Ausland ihre Stimme abgeben. Gleichzeitig fanden Regionalwahlen statt.
Ajatollah Chamenei verkündete vor der Wahl, dass leere / ungültige Stimmzettel harām und Nichtwählen eine Sünde sei. Die Reporter ohne Grenzen kritisierten, dass Journalisten eingeschüchtert wurden, über Kandidaten zu berichten. Zudem wurden Personen von staatlichen Stellen eingeschüchtert, zum Wahlboykott aufzurufen.

## Ergebnis
Hassan Rohani verkündete noch vor Bekanntgabe eines offiziellen Ergebnisses, dass Ebrahim Raissi im ersten Wahlgang zum neuen Staatschef gewählt worden sei. Daraufhin räumten die verbliebenen drei Gegenkandidaten ihre Niederlage ein.
Nach offiziellen Angaben hatten sich von den 59.310.307 Wahlberechtigten 28.933.004 (48,8 %) an der Wahl beteiligt. Auffällig war ein hoher Anteil von ungültigen Stimmen, was als indirekter Wählerprotest interpretiert werden kann. Auf die vier Kandidaten entfielen:
| Kandidat                        | Stimmen    | Prozent |
| ------------------------------- | ---------- | ------- |
| Ebrahim Raisi                   | 17.926.345 | 72,38 % |
| Mohsen Rezai                    | 3.412.712  | 13,78 % |
| Abdolnaser Hemmati              | 2.427.201  | 9,80 %  |
| Amirhossein Ghasisadeh-Haschemi | 999.718    | 4,04 %  |
| Gültige Stimmen                 | 24.765.976 | –       |
| Ungültige Stimmen               | 3.726.870  | 12,89 % |

1. ↑  Die bisher bekanntgegebenen offiziellen Ergebniszahlen addieren sich nicht zu 28.933.004 Wählern auf, sondern ergeben 28.492.846 Wähler. Die Differenz von 440.158 entspricht möglicherweise Wählern, die zwar zum Wahllokal gegangen sind, aber keinen Stimmzettel in die Wahlurne eingeworfen haben.

Ebrahim Raissi gewann die Wahl mit 72,38 % der gültigen Stimmen, bzw. 62,91 % der Stimmen insgesamt (einschließlich der ungültigen).
| Provinz                       | Beteiligung |
| ----------------------------- | ----------- |
| Süd-Chorasan                  | 74,38 %     |
| Zanjan                        | 53,65 %     |
| Nord-Chorasan                 | 63,97 %     |
| Qom                           | 53,17 %     |
| Ilam                          | 63,11 %     |
| Qazvin                        | 52,30 %     |
| Sistan und Belutschistan      | 62,75 %     |
| Chuzestan                     | 49,98 %     |
| Kohgiluye und Boyer Ahmad     | 62,59 %     |
| Markazi                       | 48,94 %     |
| Golestan                      | 61,00 %     |
| Fars                          | 48,73 %     |
| Mazandaran                    | 60,75 %     |
| Lorestan                      | 48,16 %     |
| Kerman                        | 60,58 %     |
| West-Aserbaidschan            | 46,78 %     |
| Buschehr                      | 58,73 %     |
| Hamedan                       | 46,48 %     |
| Hormozgan                     | 58,70 %     |
| Kermanshah                    | 46,04 %     |
| Yazd                          | 58,45 %     |
| Ost-Aserbaidschan             | 44,25 %     |
| Gilan                         | 57,35 %     |
| Isfahan                       | 43,81 %     |
| Razavi-Chorasan               | 55,09 %     |
| Alborz                        | 41,35 %     |
| Ardabil                       | 54,93 %     |
| Kurdistan                     | 37,37 %     |
| Tschahār Mahāl und Bachtiyāri | 54,38 %     |
| Teheran                       | 34,39 %     |
| Semnan                        | 54,24 %     |